# Dangerous Years
Dangerous Years é um filme americano de 1947, do gênero drama,  produzido pela Sol M. Wurtzel, dirigido por Arthur Pierson, e estrelado por Billy Halop e Ann E. Todd. Marilyn Monroe faz sua segunda aparição no cinema como Evie, a garçonete na cena do restaurante.

## Enredo
Os moradores de Middleton, que temem a Deus, estão preocupados que Gopher Hole, um novo restaurante de beira de estrada irá levar seus filhos adolescentes à ruína. Jeff Carter, que é professor de história na escola local, vai dar uma olhada mais de perto no lugar para ver se toda essa preocupação é justificada.
Jeff descobre que um grupo de meninos da cidade, Willy Miller, Gene Spooner e o durão Danny Jones, estão planejando assaltar um armazém da cidade. Ao tentar detê-los, eles lutam e um tiro é disparado, matando Jeff. O assassino, Danny, e o resto da gangue fogem, usando o caminhão de entregas do pai de Willy. O caminhão é reconhecido por uma testemunha que trabalha no armazém. Os meninos se escondem no Gopher Hole, e se juntam a um jogo de cartas, agindo como se tivessem estado lá a noite toda.
A polícia chega a Gopher Hole e, eventualmente, prende os meninos. Danny é o único menino que não é menor de idade, e ele é processado por assassinato em primeiro grau pelo promotor Edgar Burns.
No julgamento, Burns afirma que Danny havia planejado matar Jeff por causa de seus encontros anteriores e o fato de que Danny odiava Jeff. O garoto Leo conta a história da tentativa de Danny em socar Jeff, por este ter afirmado que ele era uma má influência para os outros garotos, e que havia sido ele quem tinha trazido os garotos para o Gopher Hole.
Willy, então, culpa seu próprio comportamento no abuso e tratamento duro de seu pai para com ele. Antes da acusação terminar seu depoimento, a filha do procurador do distrito, Connie Burns, provoca um escândalo ao admitir ter conhecido Danny, há dez anos, quando ambos viviam em um orfanato. O promotor explica que a princípio não tinha conhecimento do fato de que tinha uma filha, uma vez que seu primeiro casamento havia sido anulado. Quando a proprietária do orfanato, Srta. Templeton, entrou em contato com ele, ele levou sua desconhecida filha para casa com ele.
No final, Danny é condenado por assassinato, mas a Srta. Templeton revela a Danny que o promotor é seu pai, e que Connie é filha de outra pessoa. Sua razão por ter mentido sobre isso foi que Connie, naquela época, estava com mais necessidade de ajuda e apoio do que ele. Danny decide que é melhor não contar a verdade a Connie, e pede a senhorita Templeton que mantenha o segredo, enquanto ele parte para cumprir sua pena de prisão perpétua.

## Elenco
- Billy Halop como Danny Jones
- Scotty Beckett como Willy Miller
- Ann E. Todd como Doris Martin
- Jerome Cowan como Weston
- Darryl Hickman como Leo Emerson
- Dickie Moore como Gene Spooner
- Gil Stratton como Tammy McDonald
- Marilyn Monroe como Evie

## Recepção
O filme é procurado pelo público contemporâneo principalmente pela primeira performance de Monroe na tela, apesar da má recepção crítica do filme. Em 1992, Ty Burr, da Entertainment Weekly, deu à "saga juvenil-delinquente" uma nota D. Enquanto escrevia para Vulture.com , a crítica Angelica Jade Bastién chamou o filme de "drama emocionalmente complicado".